# Niède Guidon
Niède Guidon (Jaú, 12 marzo 1933 – São Raimundo Nonato, 4 giugno 2025) è stata un'archeologa brasiliana.

## Biografia
Grazie alle sue pressioni il governo brasiliano stabilì la creazione del Parco nazionale Serra da Capivara, area delle sue ricerche archeologiche. Nel 1991 divenne coordinatrice del parco.
A lei si deve la scoperta di circa 800 siti archeologici preistorici relativi ai primi insediamenti umani nel Sudamerica.